# Вацлав III Адам
Вацлав III Адам Тешинский (пол. Wacław III Adam cieszyński) (декабрь 1524 — 4 ноября 1579) — князь Цешинский (1528—1579), младший (второй) сын князя Вацлава II Цешинского и Анны Бранденбургской. Представитель цешинcкой линии династии Силезских Пястов.

## Биография

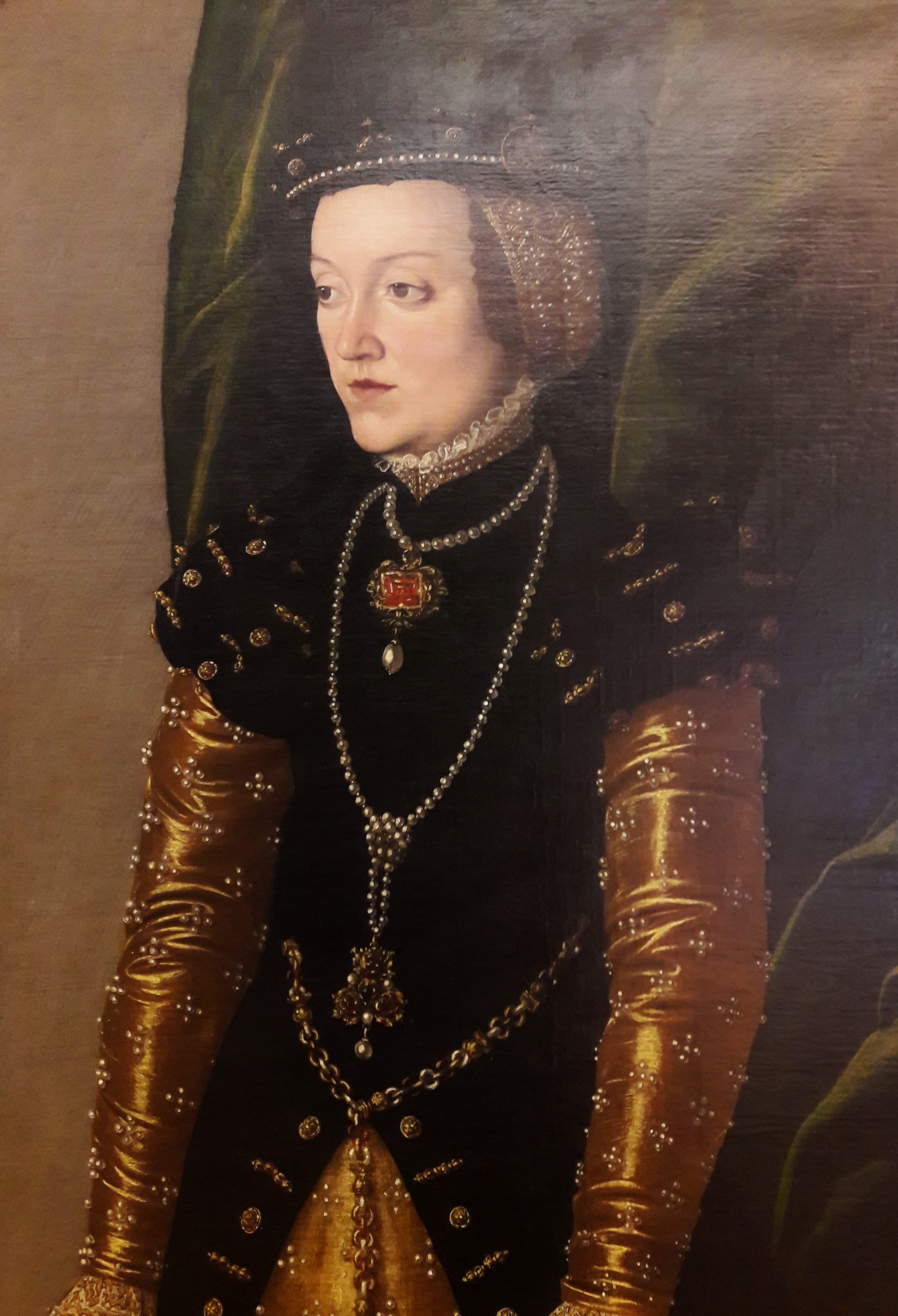
Мария из Пернштейна (1524—1566), первая жена князя Вацлава Адама Цешинского

Вацлав Адам родился в декабре 1524 года, через месяц после смерти своего отца, князя Вацлава II Цешинского. Первоначально с 1524 по 1528 год он находился под опекой своего деда, князя Казимира II Цешинского.
В декабре 1528 года, после смерти Казимира II, четырехлетний Вацлав III Адам был объявлен новым князем цешинским при регентстве его матери Анны Бранденбургской (1487—1539) и чешского магната Ян из Перштейна, графа Кладско (1487—1548). В детстве молодой князь проводил много времени при императорском дворе в Вене, где он получил образование. Несмотря на это Вацлав Адам Цешинский перешел в лютеранскую веру, которой придерживался до конца своей жизни.
Ко времени смерти своей матери Анны Гогенцоллерн в феврале 1539 года Вацлаву III Адаму уже было 15 лет, что по традициям дома Пястов позволяло считать его совершеннолетним. Несмотря на это, Цешинским княжеством продолжил управлять второй регент, Ян IV из Пернштейна. Только 9 мая 1545 года он отказался от власти в княжестве в пользу Вацлава Адама в обмен на передачу ему в залог чешских городов Фридек-Мистек и Фридлант-над-Остравици.
В 1548 году скончался Ян IV из Пернштейна, оставивший города Фридек-Мистек и Фридлант-над-Остравици своим сыновьям Ярославу, Вратиславу и Войцеху. Вацлав III Адам выкупил у них эти города, но вскоре снова отдал в залог Яну из Чеховице.
Важнейшим событием во время правления князя Вацлава III Адама Цешинского было внедрение Реформации в его княжестве. Уже в начале своего самостоятельного правления князь заявил о претензиях на имения доминиканцев и францисканцев. В 1560 году Вацлав Адам Цешинский изгнал бенедиктинцев из Орловы. Римско-католические костёлы и монастыри были превращены в лютеранские церкви или уничтожены. Большинство знати и населения княжества без сопротивления приняло новую веру.
Часть имущества, конфискованного у католических орденов Вацлав III передал в пользу городской больницы в Цешине, где лечили также бедных. Что интересно, сам князь в молодости изучал медицину, сам занимался уходом за пациентами, что приобрело особое значение во время эпидемии чумы в 1570 году.
24 июня 1573 года князь Вацлав III Адам Цешинский издал так называемый земельный закон Княжества Цешинского (Zřízení zemské Knížecství Těšínského), который представлял совокупность юридических правил для всех жителей княжества. Изначально этот закон был принят с большой осторожностью, но затем он был принят всеми подданными. Кроме этого земельного закона, князь Вацлав Адам в 1568 году издал так называемый церковный порядок (Řád církevní), который регулировал литургическую жизнь лютеранской церкви.
В своей внешней политике силезский князь Вацлав III Адам Тешинский ориентировался на австрийский дом Габсбургов. В 1563 году в Пресбурге он присутствовал при возведении на венгерский королевский трон Максимилиана II. В 1565 году Вацлав Адам Тешинский находился в Вене, где присутствовал на похоронах германского императора Фердинанда I.
В связи с возрастающей турецкой угрозой в 1573 году князь Вацлав Адам Цешинский приказал построить в окрестностях Яблонкова несколько оборонительных валов. В том же году он неудачно выдвигал свою кандидатуру на польский королевский престол после пресечения династии Ягеллонов.
Другой проблемой князя Вацлава III Адама были большие долги его старшего сына Фридриха Казимира. В 1560 году Вацлав III Адам передал ему во владение города Фриштат и Скочув, а в 1565 году — Бельско-Бялу. Долги Фридриха Казимира Цешинского были так велики, что когда он внезапно скончался в 1571 году, Вацлав III Адам вынужден был продать эти города другим силезским князьям.
4 ноября 1579 года князь Вацлав III Адам скончался от апоплексического удара после длительной и изнурительной болезни. Он был похоронен в доминиканском костёле в Цешине.
Преемником Вацлава III Адама был старший из живущих сыновей герцога от второго брака, пятилетний Адам Вацлав.

## Семья
10 февраля 1540 году князь Вацлав III Адам Цешинский первым браком женился на Марии из Пернштейна (24 февраля 1524—19 ноября 1566), дочери своего опекуна, чешского магната Яна из Пернштейна (1487—1548). Этот брак был решен еще князем Казимиром II. Помолвка состоялась 8 сентября 1528 года, через три месяца после смерти Казимира II. Вацлав Адам получил от своего тестя Яна из Пернштейна 12 000 венгерских злотых в качестве приданого. Дети от первого брака:
- София (1540—1541)
- Фридрих Казимир (1541/1542 — 1571), принц цешинский;
- Анна (1543—1564);

25 ноября 1567 года в Цешине князь Вацлав Адам вторично женился на Екатерине Сидонии Саксен-Лауэнбургской (ок. 1550—1594), младшей дочери Франца I, герцога Саксен-Лауэнбугского (1510—1581) и Сибиллы Саксонской (1515—1592). Дети от второго брака:
- Дочь (ум. 1569);
- Христиан Август (1570—1571);
- Мария Сидония (1572—1587), жена с 1587 года Фридриха IV (1552—1596), князя легницкого;
- Анна Сибилла (1573 — после 1601);
- Адам Вацлав (1574—1617), князь цешинский;
- Ян Альбрехт (1578 — до 1579).